# Diecezja Zomby
Diecezja  Zomby – diecezja rzymskokatolicka w Malawi. Powstała w 1952 jako wikariat apostolski. Podniesiona do rangi diecezji w 1959.

## Biskupi diecezjalni
- Biskupi
  - bp Alfred Chaima, od 2023
  - bp George Tambala, OCD (2015–2021)
  - bp Thomas Msusa, S.M.M. (2004 – 2013)
  - bp Allan Chamgwera (1981 – 2004)
  - bp Matthias A. Chimole (1970– 1979)
  - bp Lawrence Pullen Hardman, S.M.M. (1959 – 1970)
- Wikariusze apostolscy
  - bp Lawrence Pullen Hardman, S.M.M. (1952 – 1959)